# Стад де Альп
«Стад дес Альп» (фр. Stade des Alpes) — футбольный стадион в городе Гренобль, вмещающий в себя 20 068 человек. Является домашним стадионом для футбольного клуба «Гренобль» и одноимённого регбийного клуба.

## Общие сведения
Строительство стадиона осуществлялось с 2005 по 2007 год. 
Открытие состоялось 15 февраля 2008 года. 
Причины задержек включают в себя неоднократное оспаривание разрешения на строительство, пересмотр первоначального тендера местными властями, судебные иски, незаконный постоянный захват деревьев противниками строительства стадиона в период с ноября 2003 по февраль 2004 года.
Вместимость стадиона — 20 068 человек (южная трибуна — 4 298, северная — 5 895, восточная — 4 822, западная — 4 928) . 
В проект стадиона заложена возможность увеличения вместимости до 28 000 человек.
Дизайн стадиона разработан архитектурной мастерской «Chaix & Morel и партнёры».
На крыше стадиона установлены солнечные батареи.
На  стадионе присутствуют VIP-ложи.
Владельцем стадиона является Метрополия Гренобль-Альпы.
В среднем в год на стадионе проводится около 25 мероприятий.
В 2019 году стадион принимал женский чемпионат мира по футболу.
Стадион расположен на проспекте Вальми.